# 自爆自転車
自爆自転車（じばくじてんしゃ）は、日本の市場に多数出回っている粗悪な自転車の俗称である。多くの場合中華人民共和国製であるが、他国製の輸入品のこともあり、またネットショップ等で出回っている例が多い。
乗っている最中に突然塗装が剥げる程度で済むのはまだいい方で、乗っている最中に突然ハンドルやタイヤが外れたり、あるいはフレームが折れたりペダルが空転する等して、乗っている人が人生に影響するような重傷を負ってしまうことも少なくなく、被害者がメーカー側の製造物責任を問い、損害賠償請求などの訴訟に発展するケースもある。
このような欠陥自転車を避けるためには、BAAマークやTSマークなどの自転車マークが貼られているかどうかをチェックすると共に、新しい自転車を購入したら1 - 2ヶ月以内に、販売店などで自転車技師、自転車安全整備士による初期点検を受けることが推奨されている。